# Цветоводство

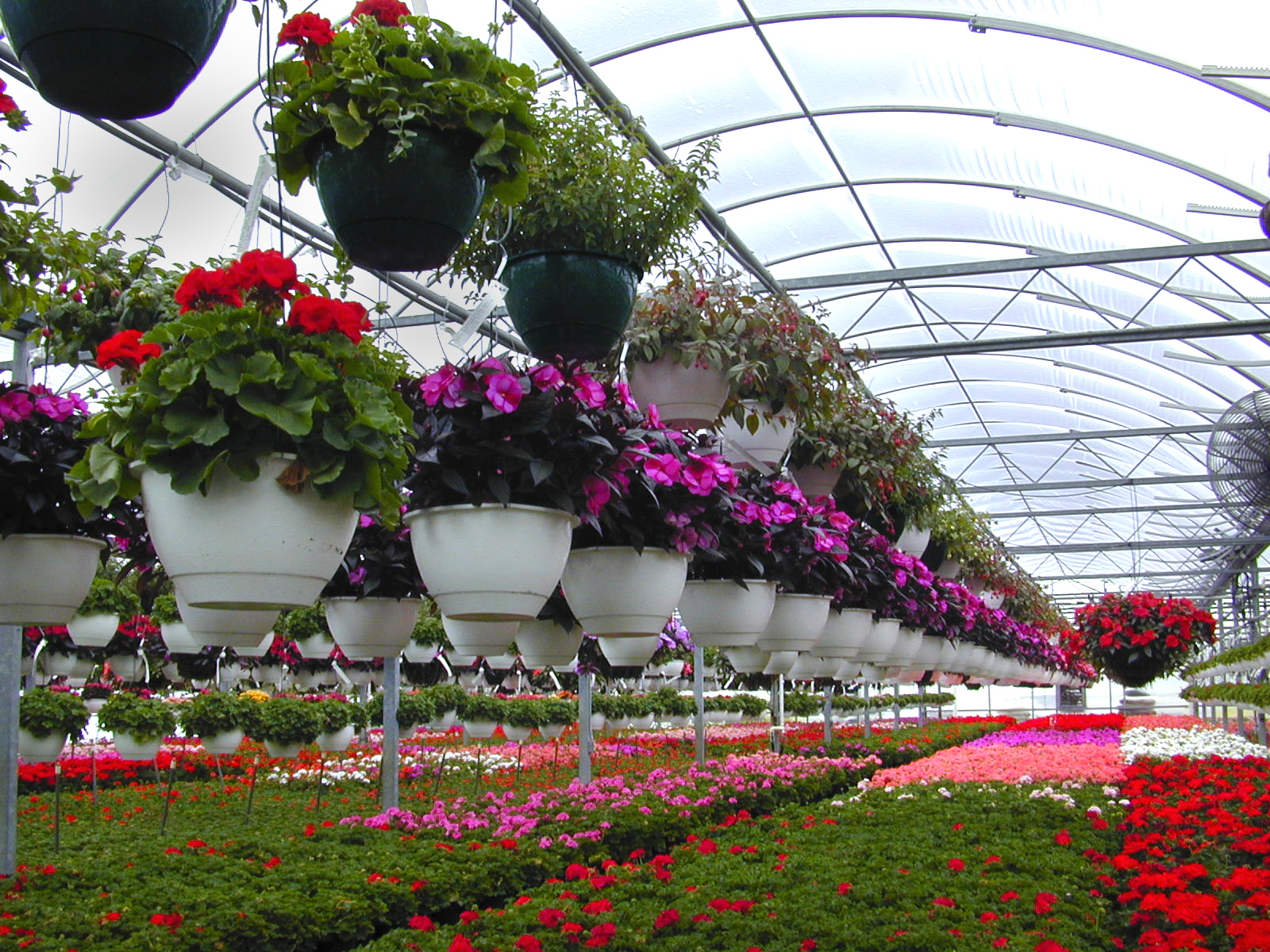
Выращивание цветов на цветоводческом предприятии

Цветово́дство — отрасль растениеводства, занимающаяся селекцией и выращиванием красивоцветущих и других растений в декоративных целях: для срезки, создания оранжерей и зелёных насаждений открытого грунта, а также для украшения жилых и производственных помещений. Растения выращивают для украшения парков, скверов, садов, различных помещений, для получения цветов на срезку. Одни растения выращивают в открытом грунте, другие — в теплицах, оранжереях, комнатах.
Цветоводство — одно из направлений декоративного садоводства (одно из самых популярных).

## История
Цветоводство имеет длительную историю - им занимались уже в древнем мире (в Месопотамии и Древнем Египте). 
В античную эпоху в Древней Греции розы, гвоздики, нарциссы, лилии, маки, маргаритки, примулы и другие цветочные растения выращивали в священных рощах.
В Московском, Владимирском, Рязанском и других русских княжествах садоводство распространилось в XII—XIII веках, в Москве и Подмосковье — в начале XIV века. Сады славились не только изобилием плодов, но и большим количеством благоухающих цветов. 
В странах Европы среди знати мода на экзотические заморские растения получила новый импульс в эпоху великих географических открытий - однако поначалу эти растения часто погибали из-за неподходящих природно-климатических условий, неумелого или неправильного ухода.
В саду московского кремля и других садах Москвы в XVI—XVII веках выращивались махровые пионы, белые и жёлтые лилии, «душистые и репейчатые» гвоздики, алые мальвы, аквилегии, лазоревые и жёлтые фиалки, калуфер, касатик, тюльпаны, нарциссы и многие другие цветы.
В 1739 году в Европу был ввезён гибискус, через год - камелия японская.
В XVIII веке в качестве декоративных растений получили распространение кактусы и фуксия. Тогда же, в XVIII веке появились первые руководства по выращиванию комнатных растений - что привело к дальнейшему развитию и распространению комнатного цветоводства.
В XIX веке изобретение парового отопления способствовало созданию оранжерей (в которых оказалось возможным выращивать растения из стран с жарким тропическим климатом).
Большую роль в развитии декоративного садоводства в XIX веке в России играла деятельность обществ любителей садоводства, возникших в Москве (1853 г.), Санкт-Петербурге (1858 г.) и их отделениях. При обществах были питомники и сады, общества устраивали выставки, проводили «публичные чтения», создавали курсы, издавали печатные труды, на выставках присуждали премии, медали. Первые международные выставки были организованы Российским обществом садоводства в Санкт-Петербурге в 1869, 1883, 1899 годах. В 1890 и 1899 годах были организованы Всероссийские выставки.
В первой половине XX века советское цветоводство получило небывалое развитие. Было создано большое количество крупных цветочных хозяйств и цветочно-декоративных питомников, выпускающих миллионы растений для благоустройства и украшения населённых пунктов страны. Большая работа по созданию отечественных сортов цветочно-декоративных растений проводится в Главном ботаническом саду, в Тимирязевской сельскохозяйственной академии, Государственном Никитском ботаническом саду, Академии коммунального хозяйства, Ботаническом саду Московского государственного университета, на опытных садовых станциях Министерства сельского хозяйства СССР. Создаётся республиканский Трест зелёного строительства «Госзеленхоз» при Министерстве коммунального хозяйства РСФСР (обеспечивало озеленение городов, парков и производство горшочных цветочных культур), который имел питомники древесно-декоративных и цветочных культур по всей Российской Федерации. Министерство сельского хозяйства СССР отвечало за развитие промышленного цветоводства в стране, разработки научными учреждениями технологий возделывания и создание новых сортов, приспособленных к местным условиям произрастания. В 1986 году производилось 917 миллионов растений, в 1990 году 1203 миллионов, к 2005 году, согласно генеральной схеме развития цветоводства в СССР, планировалось довести производство цветов до 3,5 миллиардов штук.
В 2008 году на долю импорта приходилось около 90 % российского цветочного рынка, в 2019 году - 85%. За счёт подавляющего объема импортных цветов на рынке именно импортеры диктуют отпускные цены на продаваемые в России цветы. Одна из причин устойчивого сохранения импорта цветов - сохранение низких таможенных пошлин на импорт цветов по сравнению с аналогичными таможенными пошлинами в других странах мира (пошлины за ввоз цветов в Россию составляют всего 5%, в то время как в Евросоюзе они установлены на уровне 8,5%, а в КНР составляют 10%). В первом квартале 2025 года импорт составлял около 80%, а продукция отечественного производства - около 20% российского цветочного рынка.